# أوبالدو ريغيتي
أوبالدو ريغيتي (بالإيطالية: Ubaldo Righetti)‏ مواليد 1 مارس 1963 في إيطاليا، هو لاعب كرة قدم إيطالي دولي سابق كان يلعب كمدافع.

## المسيرة الاحترافية

### أندية لعب لها
- نادي روما
- نادي أودينيزي
- نادي ليتشي
- نادي بيسكارا

## روابط خارجية
- أوبالدو ريغيتي على موقع الاتحاد الدولي (مؤرشف)  (الإنجليزية)
- أوبالدو ريغيتي على موقع قاعدة بيانات كرة القدم.إي يو (الإنجليزية)
- أوبالدو ريغيتي على موقع ناشيونال فوتبول تيمز (الإنجليزية)
- أوبالدو ريغيتي على موقع عالم كرة القدم.نت (الإنجليزية)